# Picophagophyceae
Picophagophyceae o Picophagea es una clase de protistas perteneciente al grupo de las algas heterocontas recientemente propuesta. Comprende organismos unicelulares fagotrofos de tipo ameboide con o sin cloroplastos. En los análisis filogenéticos resulta un grupo próximo a las algas doradas (Chrysophyceae). La clase incluye a los siguientes géneros:
- Picophagus. Biflagelados carentes de cloroplastos.
- Chlamydomyxa. Organismos fotosintéticos con filopodios o reticulopodios.
- Synchroma. Ameboide marino con un complejo de cloroplastos único.
- Leukarachnion. Ameboide sin cloroplastos de posición filogenética incierta.[4]